# 청하로 (포항시)
청하로(Cheongha-ro)는 대한민국의 경상북도 포항시 북구 청하면 중심부를 연결하는 도로이다.

## 노선 경로
- (이름 없음) - 국도 제7호선 (동해대로)
- (이름 없음) - 삼송길